# マヌエロ
マヌエロは、イタリアの童謡、およびその楽曲を原曲とする日本の楽曲。別邦題は「おとなになるべし」。またその楽曲（原曲、日本語版とも）に出てくる主人公の名前。
- 作詞：フランコ・マレスカ／訳詞：阪田寛夫（「マヌエロ」）・尾中美千絵（「おとなになるべし」）[1]
- 作曲：マリオ・パガーノ／編曲：小森昭宏
- 歌唱（オリジナル）：クラウディオ・ガッツォッティ

## 原曲
原曲はイタリアの国際歌唱コンクール『ゼッキーノ・ドーロ』の第12回（1970年）入賞曲「MANUE-E-LO」（原題の大意：マヌエ・エ・ロ）である。作者のマレスカとパガーノの二人は、これまでにも『Il pulcino ballerino（ひよこのダンサー/1964年）』『Popoff（ポポフ/1967年）』『Il torero Camomillo（トレロ カモミロ/1968年）』『Volevo un gatto nero（黒ネコのタンゴ/1969年）』といったゼッキーノ・ドーロを代表する作品を送り込んできたコンビである。
七丁のピストルを撃ち鳴らす無法者マノロを、ソンブレロで体が隠れてしまうほど小柄なガンマンのマヌエロが退治するというストーリー。
2013年現在、レコード・CDへの再集録や、アニメ化はなされていない。

## みんなのうた版
日本語カバー版は1972年10月 - 11月、NHKの『みんなのうた』で紹介。無法者の山賊「マノロ」を、小柄な少年ガンマン「マヌエロ」が迎え撃ち、銃撃でアゴヒゲが無くなって逃げたマノロをマヌエロが深追いすると思いきや、マヌエロは薬局で買った毛生え薬をマノロにプレゼントするという、原曲とは異なる意表をついた展開。
歌は、かつて同音楽祭の第12回入賞曲を元にし、1972年2月 - 3月に『みんなのうた』で紹介された『誕生日のチャチャチャ』を歌った玉川砂記子と坂本児童合唱団が担当、そしてアニメ映像も、『誕生日のチャチャチャ』を手掛けたカルロス・マルキオリが担当した。なお玉川とカルロスの両名は、以後現在まで『みんなのうた』に参加していない。
『誕生日のチャチャチャ』のようにDVD化はされていないが、当時キングレコードから発売されたLPには、坂本秀明（コーラスは同じ坂本児童合唱団）によるカバー版が収録、その後のキング版CDにも、坂本によるカバー版が収録されている。
この曲は、初回放送以降再放送されず、その音源・映像は共に長らく失われていた。しかし、2014年11月に、番組ホームページにて、2011年から始まった「みんなのうた発掘プロジェクト」の企画により、当時の音源・映像が発見されたことが公表された。その後、2014年12月 - 2015年1月にお楽しみ枠にて、実に42年ぶりに初めて再放送されることとなった。

## その他のカバー
- 皆川おさむ（1970年。シングル「『いけません』のおばけ」のB面に「おとなになるべし」の曲名で収録）